# 肯内特·安德松
肯内特·安德松（瑞典語：Kennet Andersson，1967年10月6日—），瑞典男子足球运动员。他曾代表瑞典国家队参加1994年国际足联世界杯，获得季军。他也曾参加1992年和2000年欧洲足球锦标赛。